# Бермудские Острова на летних Олимпийских играх 1964
Бермуды принимали участие в Летних Олимпийских играх 1964 года в Токио (Япония) в шестой раз за свою историю, но не завоевали ни одной медали.